# Szeroka Baszta

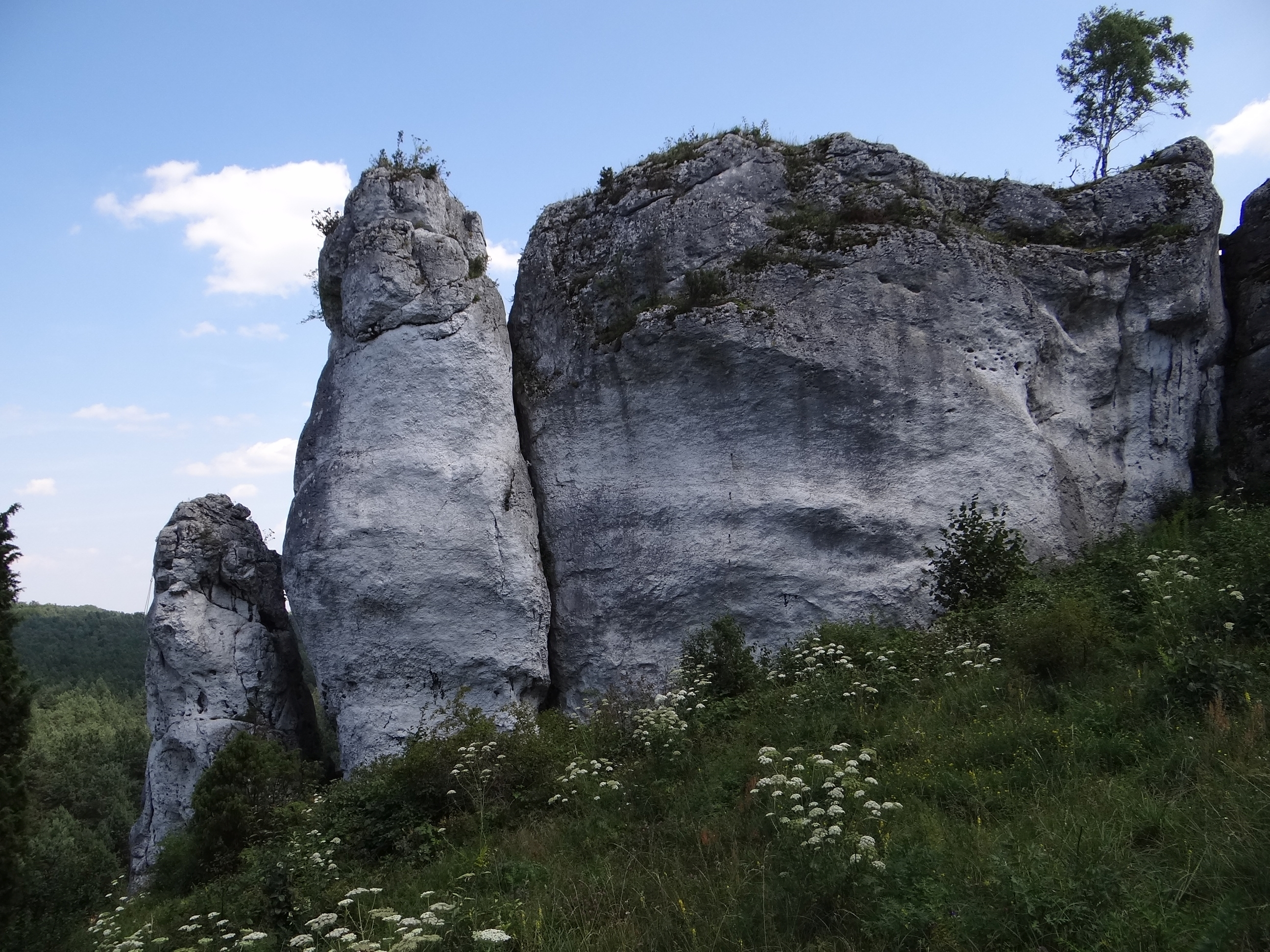
Mniszek i Szeroka Baszta od zachodu

Szeroka Baszta – skalica na Wyżynie Częstochowskiej w miejscowości Mirów, w gminie Niegowa, w powiecie myszkowskim, w województwie śląskim. Jest jedną ze Skał Mirowskich. Znajduje się w łukowato wygiętej grzędzie w ich środkowej części. W grzędzie tej kolejno od północy na południe znajdują się: Mniszek, Szeroka Baszta i Krótka Grzęda. Przez wspinaczy skalnych zaliczane są do Grupy Turni Kukuczki.
Szeroka Baszta to zbudowana z wapieni baszta skalna o długości około 70 m. Ma połogie, pionowe lub przewieszone  ściany i występują w niej takie formacje skalne jak: kominy, filary i rysy. Wspinacze skalni opisują ją jako Szeroka Baszta I, Szeroka Baszta II, Szeroka Baszta III. Poprowadzili na niej łącznie 12 dróg wspinaczkowych o zróżnicowanym stopniu trudności od III do VI.6 w skali Kurtyki. Długość dróg wynosi 10–18 m. Większość z nich posiada dobrą asekurację (ringi i stanowiska asekuracyjne).